# Amorphoscelis tigrina
Amorphoscelis tigrina är en bönsyrseart som beskrevs av Giglio-tos 1914. Amorphoscelis tigrina ingår i släktet Amorphoscelis och familjen Amorphoscelidae. Inga underarter finns listade i Catalogue of Life.